# Janet (aerolínea)

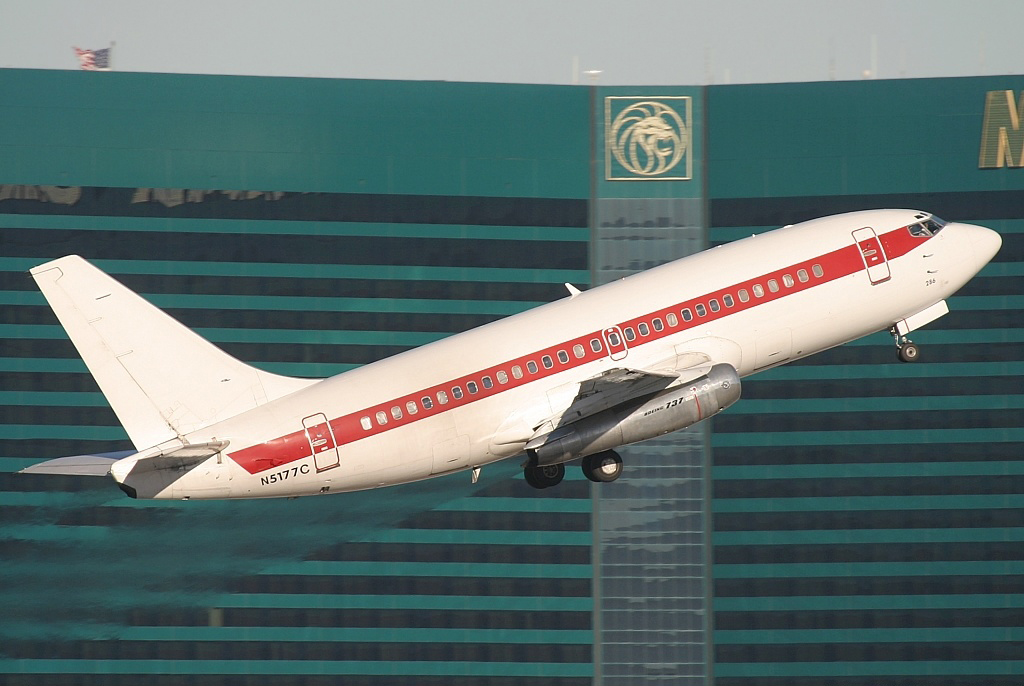
Boeing 737-200 de Janet despegando desde el Aeropuerto Internacional Harry Reid en Las Vegas.

Janet (acrónimo que significa Just Another Non-Existent Terminal, en español: "Sólo otra terminal no existente") es el nombre en clave que se utiliza para una pequeña flota de aviones de pasajeros operada por la Fuerza Aérea de Estados Unidos. Sus aviones transportan a trabajadores militares y contratistas, al día de hoy prestan servicio al Campo de Pruebas de Nevada (particularmente al Área 51) desde su base en el Aeropuerto Internacional Harry Reid, en Las Vegas. El origen de la palabra “Janet” es poco conocida, se utiliza como código de llamada en las transmisiones de radio.

## Flota
Los primeros vuelos desde Las Vegas hasta el Área 51 se llevaron a cabo en 1972 por el avión Douglas DC-6 operado por EG&G. Un segundo Douglas DC-6 fue introducido en 1976, y este se mantuvo operativo hasta 1981.
Actualmente, la flotilla de aviones Janet está compuesta por seis  Boeing 737-600 pintados de blanco con una prominente raya roja en el medio. También hay cinco pequeños aviones turbohélices ejecutivos, dos Beechcraft 1900 y tres Beechcraft 200C pintados de blanco con franjas azules menos prominentes. La flotilla de aviones está registrada a nombre del Departamento de la Fuerza Aérea, mientras que algunos de los aviones más recientes se registraron a varias empresas de arrendamiento de aviones civiles. Antes de la llegada de los 737-600, Janet operaba Boeing 737-200, algunos de los cuales fueron modificados a partir de la variante militar T-43A. Uno de los Boeing 737-200 con el registro N5177C en la década de 1980 estuvo asentado brevemente en el Aeropuerto Internacional de Frankfurt en Alemania (que fue sede de una base de la Fuerza Aérea de Estados Unidos, la Base Aérea Rhein-Main), y fue operado por Keyway Air Transport, que también parece haber sido una operación del Gobierno de Estados Unidos con  Keyway Air Transport, siendo meramente una empresa fantasma. 
Los actuales aviones 737 son ex Air China, con excepción del N273RH y el N365SR anteriormente operados por la ahora desaparecida China Southwest Airlines, antes de ser adquiridas para las operaciones de la Fuerza Aérea de Estados Unidos puestas en marcha en el 2008. La mayoría de los aviones Beechcraft se vendieron directamente a la Fuerza Aérea, a excepción de dos, que al principio tenía propietarios civiles.
Un avión Beechcraft 1900 se estrelló el 16 de marzo de 2004 muy cerca del Aeropuerto del Campo de Pruebas de Tonopah después de que el piloto sufriera una muerte súbita cardíaca. Cinco personas, incluido el piloto fallecieron en el accidente.

## Destinos
Los siguientes aeropuertos parecen ser algunos de los principales destinos de los aviones Janet: 
- Estados Unidos
  - California
    - Base de la Fuerza Aérea de Edwards
    - Estación Naval de Armas Aéreas de China Lake

  - Nevada
    - Área 51
    - Aeropuerto Internacional Harry Reid, base
    - Tonopah Test Range
    - Planta 42 de la Fuerza Aérea de EE.UU

| Modelo                     | Registro | MSN    | C/N         |
| -------------------------- | -------- | ------ | ----------- |
| Boeing T-43A (737-253Adv.) | 73-1155  | 20702  | 362         |
| Boeing 737-275Adv.         | N4529W   | 20785  | 335         |
| Boeing T-43A (737-253Adv.) | N5175U   | 20689  | 334         |
| Boeing T-43A (737-253Adv.) | N5176Y   | 20692  | 339         |
| Boeing T-43A (737-253Adv.) | N5177C   | 20693  | 340         |
| Boeing T-43A (737-253Adv.) | N5294E   | 20691  | 337         |
| Boeing T-43A (737-253Adv.) | N5294M   | 20694  | 343         |
| Beech 1900C                | N20RA    | UB-42  | Desconocido |
| Beech 1900C                | N623RA   | UC-163 | Desconocido |
| Beech King Air B200C       | N654BA   | BL-54  | Desconocido |
| Beech King Air B200C       | N661BA   | BL-61  | Desconocido |
| Beech King Air B200C       | N662BA   | BL-62  | Desconocido |

## Curiosidades
- En el ámbito en la computación: En el programa  Microsoft Flight Simulator FSX, aparece dicha aerolínea. Aparece también la base secreta Área 51 y unas misiones  hipotéticas.